# Kasang Pudak
Kasang Pudak is een bestuurslaag in het regentschap Muaro Jambi van de provincie Jambi, Indonesië. Kasang Pudak telt 11.669 inwoners (volkstelling 2010).